# Friedrich Wilhelm Adolph Biefer
Friedrich Wilhelm Adolph Biefer (* 19. Juli 1706 in Bergen bei Frankfurt am Main; † 26. Juli 1779 in Berlin) war ein deutscher Herrnhuter.

## Leben
Friedrich Wilhelm Adolph Biefer war der Sohn eines Perückenmachers.
Er kam in Frankfurt am Main in den Separatistenkreis um Andreas Gross (1678–1757) und wurde 1736 durch eine Predigt des Grafen Nikolaus Ludwig von Zinzendorf zu Christus als „alleinigem Versöhner und Heiligmacher“ für den Pietismus gewonnen. Er lernte die Herrnhuter Brüdergemeine kennen und kam kurz darauf in die von Graf von Zinzendorf gegründete Siedlung nach Herrnhaag bei Büdingen.
In der Zeit von 1738 bis 1739 wurde er in die Schweiz nach Basel, Schaffhausen, Stein am Rhein, Bern und Genf gesandt und förderte die kirchliche Integration von Pietisten und Separatisten. Dabei kam er mit Samuel Werenfels, Hieronymus Annoni und Samuel Lutz in Verbindung; in Basel und Bern legte er den Grund für die noch heute bestehenden Brüdersozietäten.
Ab 1740 wirkte Biefer  bis zu seinem Ausscheiden 1760 im Baltikum, in Schlesien und unter den Sorben in Sachsen.